# سی‌نت
سی‌نت (به انگلیسی: CNET) یک رسانه اینترنتی آمریکایی است که به بررسی، ارائه و انتشار اخبار، مقالات، وبلاگ‌ها، پادکست‌ها و ویدیوهایی در زمینه فناوری و ابزارهای الکترونیکی مصرفی می‌پردازد.
سی‌نت در سال ۱۹۹۴ توسط «هالسی مینر» و «شلبی بونی» تأسیس شد.
این شرکت در ابتدا فقط به عنوان یک رسانه کوچک در رادیو و تلویزیون آغاز به کار کرد. سپس وبسایت و بعد به عنوان یک رسانه بزرگ، برنامه‌های خود را از طریق «اینترنت تی وی» و «سی‌نت تی وی» پخش کرد. در سال ۲۰۰۸ به دنبال الحاق با سی بی اس ایتراکتیو سی‌نت به یکی از براندهای سی بی اس ایتراکتیو تبدیل شد. سی‌نت در آغاز محتوای رادیو و تلویزیون وب سایت خود را تولید می‌کرد ولی در حال حاضر با استفاده از روش‌های جدید توزیع رسانه‌ای از طریق شبکه تلویزیون اینترنتی، سی‌نت ویدئو، و شبکه‌های پادکست و وبلاگ آن به کار خود ادامه می‌دهد.
علاوه بر این سی‌نت در حال حاضر سرویس‌های ویژهٔ منطقه و ویژهٔ زبان را ارائه می‌دهد. گیرندگان این خدمات عبارتند از انگلستان، استرالیا، چین، ژاپن، فرانسه، و آلمانی، کره ای و اسپانیایی. با توجه به تجزیه و تحلیل دیگر وب‌های ارائه دهندهٔ نظر ثالث؛ آلکسا و سیمیلار وب، سی‌نت با بیش از ۲۰۰ میلیون خوانندگان در هر ماه، پربیننده‌ترین منبع خبری فناوری در وب خوانده شده‌است، که در میان ۲۰۰ وب سایت‌ها در سطح جهان، بیشترین بازدید را در سال ۲۰۱۵ داشته‌است.

## تاریخچه
در سال ۱۹۹۴ با بنیان‌گذاری «شبکه فاکس» سی نت با اجرای چند برنامه تلویزیونی پیرامون کامپیوتر، تکنولوژی و اینترنت تأسیس شد. «سی نت تی وی» مجموعه برنامه‌ای بود که ابتدا با پخش سه برنامه: سی نت سنترال، وب، و ضلع تازه شروع به کار کرد. سپس این سه برنامه در وبسایت تی وی دات کام به اینترنت آمدند. در ادامه سی نت برنامه تلویزیونی جدیدی پیرامون اخبار تکنولوژی با نام نیوز دات کام ارائه داد. برنامه‌ای که سال ۱۹۹۹ تأسیس شد.
از سال ۲۰۰۱ تا ۲۰۰۳ برنامه‌های رادیویی سی نت بهبودهای زیادی پیدا کرد. رادیو سی نت در پخش خود، برنامه‌هایی با مضمون آموزش برنامه‌نویسی و دیگر برنامه‌ها کار خود را ادامه داد اما متأسفانه این بخش با عدم جذب شنونده کافی روبرو شد. بخش رایدویی سی نت در ژانویه ۲۰۰۳ به دلیل ضررهای مالی متوقف شد.

## خریداری و گسترش
از زمان تأسیس سی نت تا بحال این رسانه بارها توسط شرکت‌ها و افراد مختلف خریداری شده‌است؛ که در نهایت در ۱۵ مه ۲۰۰۸ شرکت «سی بی اس» تمایل خود را برای خریداری سی نت با مبلغ ۱/۸ میلیارد دلار اعلام کرد. این معامله در ۳۰ ژوئن همان سال انجام شد و سی نت به‌طور کامل به مالکیت سی بی اس درآمد.
سی بی اس هم‌اکنون مالک حوزه‌های فراوانی با نام‌های شناخته شده و تأسیس شده توسط سی نت است از جمله:
download.com, downloads.com, upload.com, news.com, search.com, TV.com, mp3.com, chat.com, computers.com, help.com, shopper.com, radio.com, com.com
علاوه بر همه این‌ها سی نت در حال حاضر دارای شعبه‌های مختلفی در مناطق گوناگون جهان از جمله: استرالیا، چین، فرانسه، آلمان، ژاپن، جنوب شرق آسیا، آسیا، ترکیه، تایوان و انگلیس است.

## وبسایت سی نت و بخش‌های آن
cnet.com به ۶ بخش بزرگ تقسیم شده‌است:
- بررسی
- اخبار
- ویدئو
- چگونه
- معاملات
- دانلود

بخش نقد و بررسی بزرگترین بخش وب به حساب می‌آید. با تولید بیش از چهار هزار و سیصد نقد و بررسی از محصولات و نرم‌افزارهای مختلف در هر سال. نقد و بررسی از محصولاتی چون: خودرو، تلفن همراه، کامپیوتر، دوربین، سیستم‌های صوتی، لپ‌تاپ، تبلت، تلویزیون و …
قسمت نقد و بررسی همچنین دارای بخش «جایزه انتخاب توسط سردبیر» است که به بهترین محصولات تعلق می‌گیرد. محصولاتی که دارای ابتکار بخصوص، خلاقیت و بهترین کیفیت تولید هستند.
اخبار سی نت که قبلاً با نام نیوز دات کام شناخته می‌شد از سال ۱۹۹۶ شروع به کار کرد. وبسایتی که اختصاص به تکنولوژی دارد و یکی از اولین منابع خبری است که گزارش‌های تکنولوژی را در آغاز عمر اینترنت در اختیار مردم قرار می‌داد. سی نت نیوز تابحال جایزه‌های معتبر گوناگونی از جمله نشنال مگزین آوارد کسب کرده‌است.
با فهرستی بیش از چهارصد هزار عنوان بخش دانلود سی نت تشکیل می‌شود که به کاربران اجازه دانلود محبوب‌ترین نرم‌افزارها را می‌دهد، همراه با حدود سه و نیم میلیون دانلود در روز. سی نت دانلود نرم‌افزارهای ویندوز، مکینتاش و تلفن همراه را ارائه می‌کند.
سی نت تی وی کانال اختصاصی سی نت بر روی اینترنت است که ویدیوهای مورد تقاضا به بینندگان از جمله نقد و بررسی، اولین نگاه به نوآوری‌ها و محصولات روز و ویژگی‌های خاص دیگری به بینندگان ارائه می‌دهد. بزرگترین بخش از برنامه‌های پخش تلویزیون سی نت را می‌توان نقد و بررسی‌ها دانست. از نقد خودروهای روز گرفته تا برنامه‌هایی چون گزارش‌های گوناگون، راه حل‌های سریع، برترین‌های هفته، محصولات و اخبار اپل، شهر دیجیتال، خانه دیجیتال و غیره نام برد. تلویزیون سی نت سال ۲۰۰۷ تأسیس شد.